# Possessió (pel·lícula de 1981)
Possessió o La possessió (títol original: Possession) és una pel·lícula dramàtica de terror psicològic de 1981 dirigida per Andrzej Żuławski i escrita pel mateix Żuławski i per Frederic Tuten. La trama segueix obliquament la relació entre un espia internacional (Sam Neill) i la seva dona (Isabelle Adjani), que comença a mostrar un comportament cada cop més inquietant després de demanar el divorci. S'ha subtitulat al català.
Representa una coproducció internacional de França i Alemanya Occidental, i es va rodar al Berlín Occidental el 1980. És l'única pel·lícula en anglès de Żuławski. Es va estrenar al 34è Festival de Canes, on Adjani va guanyar el premi a la millor actriu per la seva interpretació. El guió va ser escrit durant el divorci de Żuławski amb l'actriu Malgorzata Braunek. Tot i que no va tenir èxit comercial ni a Europa ni als Estats Units, la pel·lícula finalment va adquirir l'estatus de culte i ha estat valorada de manera més positiva en els anys posteriors.

## Repartiment
- Isabelle Adjani com a Anna / Helen
- Sam Neill com a Mark
- Margit Carstensen com a Margit Gluckmeister
- Heinz Bennent com a Heinrich
- Johanna Hofer com a mare d'en Heinrich
- Carl Duering com a detectiu
- Shaun Lawton com a Zimmermann
- Michael Hogben com a Bob
- Maximilian Rüthlein com a home amb mitjons rosats
- Thomas Frey com a acòlit de l'home amb mitjons rosats
- Leslie Malton com a Sara
- Gerd Neubert com a home begut del metro